# Supreme
Supreme（至尊/至高，簡稱：SUP）是一個滑板運動用品及服裝品牌，於1994年4月由詹姆斯·傑比亞創建於紐約市曼哈頓。

## 詞源
来自于中古法語和拉丁語，作为形容词是的最高級。

## 品牌概念
Supreme強調滑板、嘻哈文化，主要面向年輕顧客。Supreme除了服飾之外，也會推出其他運動用品和生活用品，例如腳踏車、磚塊、保溫杯、牙刷、行動電源、手機殼、地毯、打火機、彈力球、跳繩、拳擊套、棒球棍、籃球、煙灰缸、餐盤、筷子、儲物盒及摩托車等。

## 合作
Supreme也會不定期與許多潮流品牌推出聯名。他們最常合作的品牌包含耐克、飛人喬丹、Vans、其樂、Dickies、TNF，Hanes，也曾與花花公子、Levi's、添柏岚、The North Face、Comme des Garçons以及Stone Island等品牌展開合作。
2017年1月18日，奢侈品牌路易威登宣布與Supreme推出聯名。Supreme之後也有與休閒品牌Lacoste推出膠囊限定系列服飾。
除了各大品牌之外，Supreme也熱衷與畫家合作聯名滑板，例如Rammellzee、哈爾莫·科琳納、KAWS、拉里·克拉克、萊恩·麥金尼斯、傑夫·強斯、理查德·普林斯、克里斯多福·伍爾、內特·洛曼、达米恩·赫斯特和約翰·巴爾代薩里。
另外，他們也與眾多設計師、攝影師等各領域的藝術家合作，像是大卫·林奇、羅伯·克朗布、瑪麗蓮·敏特、村上隆、丹尼爾·約翰斯頓、彼得·薩維爾、Futura 2000（Leonard Hilton McGurr）、壞腦樂隊、全民公敵組合、H·R·吉格尔、馬克·干沙爾斯、莫里茲·柯尼利斯·艾雪、戴許·史諾 和南·戈丁。

## 獎項
2018年6月，Supreme 創辦人 James Jebbia 於 CFDA 獲頒發《年度最佳男裝設計師獎》，發表感言時表示「我從不認為 Supreme 是個時裝品牌，也不視自己為一位設計師。但我很感激你們認同我們所做的一切。」。

## 抄襲
- Supreme以紅底白字的Box Logo最深入民心，惟這設計並不是品牌原創。早於80年代，藝術家芭芭拉·克魯格以紅白對比創作出此風格，配上Futura字體，去提倡反消費主義和女性主義。後來Supreme照搬整碗複製芭芭拉·克魯格的設計，對此她一直保持緘默。直到2003年，Supreme起訴另一個紐約街牌Married to the Mob惡搞的Supreme Bitch系列，芭芭拉·克魯格才發出諷刺的回應：「不會幽默的說笑者做出如今荒謬又災難的局面，我的作品拱手相讓，惹成幼稚的笑料。我等他們反告我侵犯版權的一日。」[8]
- 2018年，美國密蘇里州一家名為 Farmland Food 的食品公司在社交網站Twitter上發表被Supreme抄襲為題的文章，指出Supreme新推出的棒球帽上的設計，與 Farmland Food 的商標設計「非常相似」，有明顯抄襲的嫌疑[9]。

### Supreme Italia
- 義大利品牌 Supreme Italia（又稱作 Supreme Barletta)，利用了 Supreme 與 James Jebbia 並無擁有品牌名稱版權的漏洞，直接將Supreme經典 Logo樣式並放大，製作並大量銷售。Supreme Italia的普及度甚至讓許多義大利人誤以為Supreme是義大利發源的品牌。[10]美國知名NBA運動員 Dwyane Wade 曾經穿上在義大利購買的Supreme Italia。[11]Supreme在發現此品牌的抄襲之後，向米蘭和聖馬利諾法院提起了訴訟並獲得勝訴。
- 2018年12月，三星电子在中国大陆发布其智能手机Galaxy A8s，并宣布将和Supreme打造合作款。事后Supreme发布公告并没有与三星进行任何合作，而三星方面稍后也确认合作方为意大利的Supreme Italia。[12]2019年2月3日，三星中国宣布停止与Supreme Italia的本次合作。[13]

## 外部連結
Supreme官方網站 （页面存档备份，存于）